# Borsos József (építőmérnök)
Szentgróthi Borsos József Zoltán (Sátoraljaújhely, 1901. január 6. – Budapest, 1981. július 5.) építőmérnök, urbanista, egyetemi tanár, a műszaki tudományok doktora.

## Felmenői, családja
A Borsos családból származik, amely III. Ferdinánd magyar királytól 1646. október 1-én Zala vármegyében kapott címeres nemeslevelet. Ősei előbb Erdőhorvátiba, majd Királyhelmecre, később Nagygéresre költöztek, ahol dédapja, Borsos Péter (Nagygéres, 1806. december 5. – Nagygéres, 1895. december 23.) 1842–ben igazolta a család nemességét. A család nemességét és szentgróthi előnevét 1938-ban a Belügyminisztérium is igazolta. 
Nagyapja, Borsos György (Nagygéres, 1839. február 13. – Nagygéres, 1898. szeptember 14.) gazdatiszt. Édesapja Borsos József Kálmán (Makkoshotyka, 1875. november 13. – Budapest, 1965. szeptember 2.) a Szolnoki Királyi Ügyészség elnöke, édesanyja nemes Sarkadi Nagy Ilona Eszter (Sárospatak, 1882. február 13. – Budapest, 1963. szeptember 24.). Szülei 1900. április 21-én Sárospatakon kötöttek házasságot. 
- Testvére – Béla Sándor, művészettörténész, építészmérnök (Beregszász, 1913. július 31. – Budapest, 1991. október 7.) felesége: pilisi Neÿ Katalin (Besztercebánya, 1915. június 12. – Budapest, 2011. január 11.). Házasságkötésük időpontja: 1946. szeptember 19., Budapest)

Első feleségét, Szécsi Illés zsidó földbirtokos és gyáros és Varsányi Irén színésznő lányát, Szécsi Terézia Irént (Budapest, 1907. szeptember 28. – Budapest, 1971. május 20.) Budapesten 1931. szeptember 8-án vette el. Házasságából született gyermekük Borsos István Pál Illés (Bp. 1936. július 4. – Bp. 2013. október 7.). A házasságot 1957-ben felbontották.
Második felesége dr. Irányi Lujza, könyvtáros (Kecskemét, 1922. március 2. – Budapest, 2017. október 30.). Házasságkötésük időpontja: 1957. július 25., Budapest. Házasságukból született két fiúgyermekük: Borsos Béla (1958. augusztus 18. -) és Borsos Balázs (1961. március 14. -).

## Tanulmányai
Az elemi iskolát és a középiskolát is Beregszászon végezte, a Beregszászi Állami Főgimnáziumban érettségizett 1919-ben. Tanulmányait a  Királyi József Műegyetemen folytatta, ahol 1924-ben általános mérnöki oklevelet szerzett. 1960-ban előbb doktori, majd kandidátusi fokozatot szerzett.

## Munkássága
Egyetemi tanulmányait követően egy éven át a Királyi József Műegyetem Alkalmazott Szilárdságtani Tanszékén dolgozott Czakó Adolf, majd hasonló munkakört töltött be 1927 és 1931 között II. sz. Hídépítési Tanszéken Mihailich Győző kisegítő tanársegédeként. Eközben a főváros szolgálatába állt, ahol mérnöki feladatokat látott el. Kezdetben mérnökként (1924–1936), később főmérnökként dolgozott (1936–1945), majd 1945. július 1-jétől műszaki főtanácsossá léptették elő, 1946. december 14-én a fővárosi közgyűlés tanácsnokká választotta meg. 1946 és 1948 között a Fővárosi Közmunkák Tanácsának tagja volt. 
Nevéhez fűződik a Fővárosi Csatornázási Művek és a Fővárosi Mélyépítési Beruházási Vállalat megszervezése, utóbbinak 1950-től 1952-ig alapító vezérigazgatója volt, majd az ebből átszervezett Beruházási Igazgatóság főmérnökeként irányította a főváros beruházási tevékenységének műszaki ügyeit 1953. január 1. és 1954. szeptember 14. között. A Fővárosi Tanács végrehajtó bizottságának szaktanácsadója 1955 és 1956 között. 
1954. szeptember 15-én a Építőipari és Közlekedési Műszaki Egyetem egyetemi tanárává nevezték ki, ahol a Városgazdasági Tanszéket vezette 1960-ig. 1957 és 1959 között rektorhelyettes volt. Nyugalomba vonulásáig, 1971-ig a Budapesti Műszaki Egyetem Út- és Vasútépítési Tanszékének, majd I. sz. Vízépítési, illetve Vízgazdálkodási Tanszékének egyetemi tanára.

## Főbb munkái
- Közreműködött többek között mélyépítési tervező mérnökként és építésvezetőként a ferencvárosi helyi kikötő építésében 1925 és 1928 között, a csepeli gabonatárház megépítésében.
- 1936-tól tervezte és ellenőrizte a Várhegy nyugati lejtőjén a hegycsúszás elleni védőmunkálatokat, illetve a keleti lejtő sziklabiztosítási munkálatait.
- 1937-től a Budapest híd-és mélyépítési munkáinak egyik irányítója.
- 1940 és 1942 között a ferihegyi gyorsforgalmi út hídjai megépítésében vett részt.
- A II. világháború utáni években részt vett a károk helyreállítási munkáinak megszervezésében, vezette a főváros szikla- és barlangóvóhelyeinek építkezéseit. Újjászervezte Budapest árvízvédelmét és egyik irányítója volt a Budapest Duna-hídjai roncskiemelési és újjáépítési munkáinak, illetve részt vett a hídfők tervezésében és építésében.
- 1947-ben érdemeket szerzett a Margit híd kiszélesítésében.
- Közreműködött 1946 és 1950 között a Kossuth híd feljárója megépítésében, Szent Gellért tér átépítésekor, illetve a Kálvin tér, Nyugati tér, Széchenyi tér és a hozzájuk kapcsolódó utak átépítésében.
- Árpád híd pesti és budai feljárói, a Váci út átépítése, Dózsa György úti aluljáró (1950–1951).
- Irányította többek között a Fővám téri villamosvasúti aluljáró beruházását és a Boráros tér átépítését, a Műcsarnok újjáépítése, a Erkel Színház átépítése (1951–1953).

## Politikai tevékenysége
1947-től a Független Kisgazdapárt, valamint a Magyar–Szovjet Baráti Társaság, 1948-tól a Magyar Szabadságharcos Szövetség tagja.

## Elismertsége

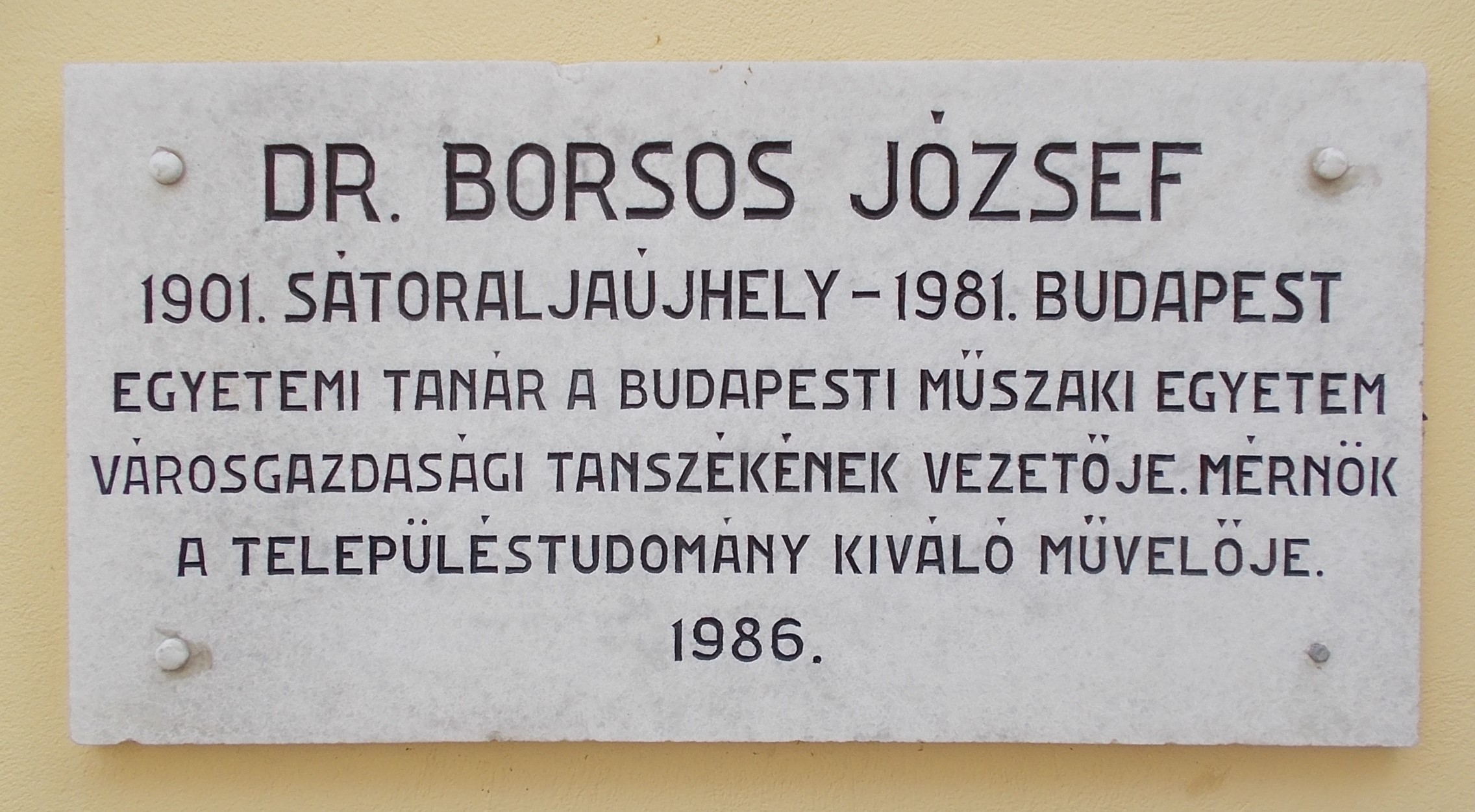
Emléktáblája Sátoraljaújhelyen

Borsos József Zoltán munkájának elismertségét jelzi, hogy tagja volt a Magyar Tudományos Akadémia Településtudományi Állandó Bizottságának, valamint hogy elnöke volt az Építőipari Tudományos Egyesület Városgazdasági Szakosztályának.

## Kitüntetései, díjai
- 1947-ben a Margit híd újjáépítésében szerzett érdemeiért köztársasági elnöki elismerésben részesült.
- Hild János-díj (1971)
- Alpár Ignác-díj (1974)
- Reitter Ferenc-díj (1979)
- 1986-ban szülővárosában, Sátoraljaújhelyen a város fennállása 725. évfordulóján sétányt neveztek el róla, ahol emléktábláját is felavatták.

## Halála
1981. július 5-én Budapesten hunyt el. Sírja a Farkasréti temetőben található.

## Főbb művei
- Közúti alagút építése Rotterdamban a Maas folyó alatt (Magyar Mérnök Egyesület Közlönye, 1939)
- A budapesti kikötők fejlesztése (Városi Szemle, 1946)
- A városi utak néhány műszaki problémája (Bp., 1954)
- Települések útjai. 1–2. (Bp., 1955)
- Védelem a vizek kártevése ellen lakott területen (Bp., 1956)
- A városgazdaság tudományának alapvető kérdései (Az ÉKME tudományos ülésszakának előadásai. 1955, Bp., 1957)
- A város- és községgazdálkodási mérnökök képzésének megindítása az Építési és Közlekedési Műszaki Egyetemen (Mélyépítéstudományi Közlemények, 1957)
- Települések útügyeinek gazdasági szemlélete (ÉKME Tudományos Közleményei, 1958)
- A városgazdaság fogalma és helye a településtudományban (Építésügyi Szemle, 1959)
- Települések vízellátásának gazdaságossága (Építéstudományi Közlemények, 1959)
- A városgazdálkodás lényege és feladatai (Bp., 1960)
- A városgazdasági tervezés módszertana. Kand. értek. (Bp., 1960)
- A városrendezés gazdasági kérdései (Bp., 1960)
- Mérnöki kézikönyv 4. Többekkel (Bp., 1961)
- A települések mérnöki létesítményei (Bp., 1961)
- Városgazdaságtan. Egy. jegyz. (Bp., 1961; 6. kiad. 1964)
- Vidéki városaink. Szerk. (Bp., 1961)
- Kommunális vállalatok szervezése és tervezése (Bp., 1962)
- A városépítés mérnöki vonatkozásai. Szakmérnöki jegyz. (Bp., 1962)
- Kommunális vállalatok tevékenységének műszaki- gazdasági elemzése (Bp., 1963)
- Közművezetékek elhelyezése (ÉKME Tudományos Közleményei, 1963)
- A városgazdaság szakágazatai (Bp., 1963; 4. kiad. 1965)
- Fejezetek a városgazdasági tervezés köréből (Bp., 1963)
- A városok üzemeltetése (Bp., 1963)
- Kommunális vállalatok szervezése és tervezése (Bp., 1964)
- Települések vízgazdálkodási üzemeinek kapcsolata a település és az ipar fejlesztésével (Vízügyi Közlemények, 1964)
- Vízellátás és csatornázás (Bp., 1965; Salamin Pállal 2. kiad. Bp., 1967)
- A városrendezés gazdasági kérdései (Bp., 1966)
- Mélyépítési ismeretek 1–2. Egy. jegyz. (Bp., 1966; 2. kiad. 1970)
- Közművek, közüzemek (Bp., 1967)
- Kommunális üzemek tevékenységének műszaki-gazdasági elemzése (Bp., 1968)
- Építőmérnöki ismeretek. 2. Gyulai Gézával (Bp., 1969)
- Településegészségügyi üzemek technológiája (Bp., 1969)
- A városfejlesztés gazdasági kérdései (Bp., 1976)

## Származása
| szentgróthi Borsos József Zoltán (Sátoraljaújhely, 1901. január 6. – Budapest, 1981. július 5.) építőmérnök, egyetemi tanár, a műszaki tudományok doktora | Apja: szentgróthi Borsos József Kálmán (Makkoshotyka, 1875. november 13. – Budapest, 1965. szeptember 2.) a Szolnoki Királyi Ügyészség elnöke | Apai nagyapja: szentgróthi Borsos György (Nagygéres, 1839. február 13. – Nagygéres, 1898. szeptember 14.) gazdatiszt | Apai nagyapai dédapja: szentgróthi Borsos Péter (Nagygéres, 1806. december 5. – Nagygéres, 1895. december 23.) 1842-ben igazolta a család nemességét |
| szentgróthi Borsos József Zoltán (Sátoraljaújhely, 1901. január 6. – Budapest, 1981. július 5.) építőmérnök, egyetemi tanár, a műszaki tudományok doktora | Apja: szentgróthi Borsos József Kálmán (Makkoshotyka, 1875. november 13. – Budapest, 1965. szeptember 2.) a Szolnoki Királyi Ügyészség elnöke | Apai nagyapja: szentgróthi Borsos György (Nagygéres, 1839. február 13. – Nagygéres, 1898. szeptember 14.) gazdatiszt | Apai nagyapai dédanyja: Vagrintsits Katalin |
| szentgróthi Borsos József Zoltán (Sátoraljaújhely, 1901. január 6. – Budapest, 1981. július 5.) építőmérnök, egyetemi tanár, a műszaki tudományok doktora | Apja: szentgróthi Borsos József Kálmán (Makkoshotyka, 1875. november 13. – Budapest, 1965. szeptember 2.) a Szolnoki Királyi Ügyészség elnöke | Apai nagyanyja: hubói Hubay Berta (Tarcal, 1852. május 29. – Nagygéres, 1928. augusztus 29.)                         | Apai nagyanyai dédapja: hubói Hubay Boldizsár (Tállya, 1825. január 16. – Vajdácska, 1873. október 13.) református kántor                            |
| szentgróthi Borsos József Zoltán (Sátoraljaújhely, 1901. január 6. – Budapest, 1981. július 5.) építőmérnök, egyetemi tanár, a műszaki tudományok doktora | Apja: szentgróthi Borsos József Kálmán (Makkoshotyka, 1875. november 13. – Budapest, 1965. szeptember 2.) a Szolnoki Királyi Ügyészség elnöke | Apai nagyanyja: hubói Hubay Berta (Tarcal, 1852. május 29. – Nagygéres, 1928. augusztus 29.)                         | Apai nagyanyai dédanyja: Danavár Amália (Mád, 1830. december 7. – Erdőhorváti, 1908. november 8.                                                     |
| szentgróthi Borsos József Zoltán (Sátoraljaújhely, 1901. január 6. – Budapest, 1981. július 5.) építőmérnök, egyetemi tanár, a műszaki tudományok doktora | Anyja: nemes Sarkadi Nagy Ilona Eszter (Sárospatak, 1882. február – Budapest, 1963. szeptember 24.)                                           | Anyai nagyapja: nemes Sarkadi Nagy Sándor (Szentes, 1839. január 14. – Szentes, 1891. december 2.) földbirtokos      | Anyai nagyapai dédapja: nemes Sarkadi Nagy Mihály (Szentes, 1809. május 6. – Szentes, 1875. február 13.                                              |
| szentgróthi Borsos József Zoltán (Sátoraljaújhely, 1901. január 6. – Budapest, 1981. július 5.) építőmérnök, egyetemi tanár, a műszaki tudományok doktora | Anyja: nemes Sarkadi Nagy Ilona Eszter (Sárospatak, 1882. február – Budapest, 1963. szeptember 24.)                                           | Anyai nagyapja: nemes Sarkadi Nagy Sándor (Szentes, 1839. január 14. – Szentes, 1891. december 2.) földbirtokos      | Anyai nagyapai dédanyja: Keresztes-Nagy Julianna (Szentes, 1817. augusztus 29. - ?)                                                                  |
| szentgróthi Borsos József Zoltán (Sátoraljaújhely, 1901. január 6. – Budapest, 1981. július 5.) építőmérnök, egyetemi tanár, a műszaki tudományok doktora | Anyja: nemes Sarkadi Nagy Ilona Eszter (Sárospatak, 1882. február – Budapest, 1963. szeptember 24.)                                           | Anyai nagyanyja: nemes Sarkadi Nagy Sára (Szentes, 1856. január 30. – Sárospatak, 1910. október 20.)                 | Anyai nagyanyai dédapja: Sarkadi Nagy József (Szentes, 1830. május 6. - ?)                                                                           |
| szentgróthi Borsos József Zoltán (Sátoraljaújhely, 1901. január 6. – Budapest, 1981. július 5.) építőmérnök, egyetemi tanár, a műszaki tudományok doktora | Anyja: nemes Sarkadi Nagy Ilona Eszter (Sárospatak, 1882. február – Budapest, 1963. szeptember 24.)                                           | Anyai nagyanyja: nemes Sarkadi Nagy Sára (Szentes, 1856. január 30. – Sárospatak, 1910. október 20.)                 | Anyai nagyanyai dédanyja: nemes Vetseri Sára (Szentes, 1837. május 10. - ?)                                                                          |